# Merci (album d'Alpha Blondy)
Pour les articles homonymes, voir Merci.
Albums de Alpha Blondy
Elohim Jah Victory
Merci est le treizième album d'Alpha Blondy . Il est sorti en 2002.
La chanson God Bless Africa dénonce les clichés qui entourent le reggae, notamment ceux qui concernent la religion rasta et la consommation de marijuana. Pour Alpha Blondy « on peut aimer le reggae sans avoir à fumer de la marijuana. »

## Liste des titres
1 – Wari
2 – Who Are You
3 – Quitte dans ça
4 – Souroukou Logo
5 – God Bless Africa
6 – Zoukefiez moi ça
7 – Ato Afri Loue
8 – Politruc
9 – Hey Jack
10 – Si on m’avait dit
11 – Le feu
12 - Vanité